# Euroregió Tirol–Tirol del Sud–Trentí
[[Fitxer:Tirol-Suedtirol-Trentino.png|miniatura|Mapa detallat de l'euroregió, formada per l'estat austríac del Tirol i les províncies autònomes italianes de Tirol del Sud i Trentí.

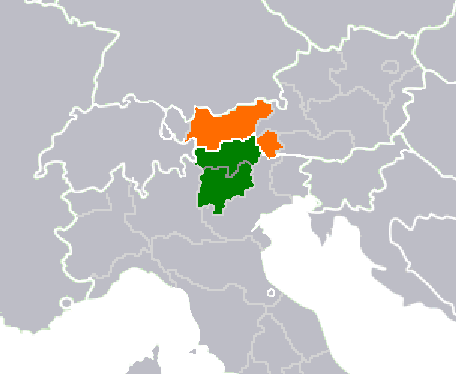
Mapa de l'euroregió

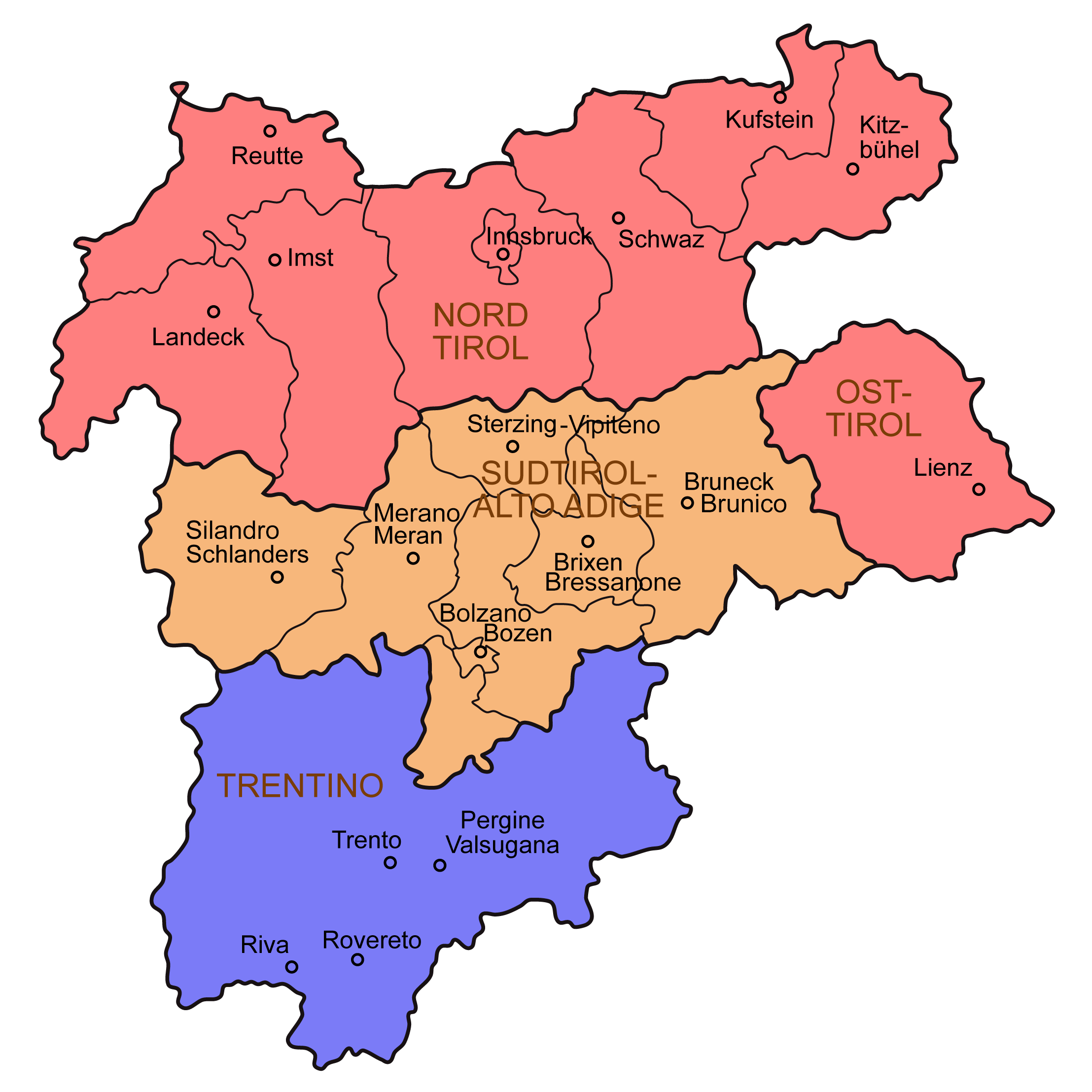
Mapa detallat de l'euroregió, formada per l'estat austríac del Tirol i les províncies autònomes italianes de Tirol del Sud i Trentí.
----
Tirol, Àustria
Tirol del Sud, Itàlia
llegenda|#7b7bf7| Trentí, Itàlia

L'Euroregió Tirol-Tirol del Sud-Trentí (en italià, Euregione Tirolo-Alto Adige-Trentino; alemany, Europaregion Tirol-Südtirol-Trentino) és una euroregió formada per l'estat austríac del Tirol i les províncies italianes de Tirol del Sud i Trentí. Els límits de l'associació es corresponen amb l'anterior comtat del Tirol austríac, que al llarg dels segles va donar forma a la vida en la regió Alpina.

## Història
Dividida després de la Primera Guerra Mundial, la regió va conservar gran part de la seva integritat cultural per la seva inclinació tradicionalment forta a la terra i un profund desig per l'autogovern a ambdós costats de la frontera. Els llaços centenaris culturals, socials i econòmics, tant com el reconeixement d'interessos convergents basats en el seu paper tradicional com a país de trànsit i les seves condicions mediambientals pràcticament idèntiques al cor dels Alps van portar a la creació de l'Euroregió per les tres províncies l'any 1996.
La cooperació transfronterera entre els tres veïns abasta actualment molts camps, incloent el turisme, la infraestructura, els serveis socials i temes mediambientals a la sensible àrea dels Alps centrals. En 2001, l'Alpendeklaration (declaració alpina) conjunta, una carta per al desenvolupament sostenible, va cridar a la reconciliació de les pressions econòmiques amb el desig de la població de conservar el seu medi ambient. Es va establir una oficina d'afers comuns a Brussel·les per a alimentar les relacions amb la Unió Europea.
Després d'una trobada històrica entre els parlaments del Tirol Septentrional i el Tirol Meridional el 1971, la primera en cinquanta-set anys, les reunions es van estendre al llarg de 20 anys després per incloure al Trentí. En els noranta, l'estat federal austríac de Vorarlberg, que en el passat va mantenir relacions estretes amb la regió, va obtenir l'estatus d'observador al Parlament de les Tres Províncies (Dreier Landtag). Les trobades de l'assemblea es van celebrar en diversos llocs d'importància històrica, com Innsbruck i l'anterior capital del Tirol, Meran.
Lingüísticament, la població del Tirol austríac, parla alemany, mentre que la immensa majoria dels habitants del Trentino parla italià. Al Tirol del Sud aproximadament dos terços parlen alemany com a llengua materna i una quarta part l'italià. En conjunt, el 62% de l'Euroregió parla alemany i el 37% de parla italià. Al voltant de l'1% de la població total de l'Euroregió parla ladí com a llengua materna, no sols al Tirol del Sud, sinó també al Trentí i a la Província de Belluno.

## Components
L'Euroregió en nombres del 31 de desembre de 2006:
| Regió         | Superfície en km² | Població  | Densitat de població per km² |
| ------------- | ----------------- | --------- | ---------------------------- |
| Tirol         | 12.648            | 700,427   | 55                           |
| Tirol del Sud | 7.400             | 487.673   | 66                           |
| Trentí        | 6.207             | 507.030   | 81,7                         |
| Total         | 26.255            | 1.695.130 | 67,6                         |